# Wai! wai! BOX☆”
『wai! wai! BOX☆”』(わいわいぼっくす)はFM-FUJIにて2010年4月3日から2014年3月29日まで放送されていたラジオ番組。

## 概要
FM-FUJIの唯一のアニラジであり、FM局では珍しい土曜日の夕方に放送されている番組。東京支社所管の番組だが、収録は自社のSTUDIO ViViDではなく、文化放送のスタジオを借用して行っている。
パーソナリティ
- 三瓶由布子(アクセルワン)
- 金元寿子(ぷろだくしょんバオバブ)

## コーナー
- メールテーマ

毎週テーマを募集。
- ○○を5つ答えよ

10秒間でお題に関する答えを5つ答える。2010年10月30日（#31）放送分から3つに減った。
- 今日のPICK UP

巷で流行っていることなどを2人でwaiwaiとガールズトークする。
- 朗読

三瓶が本の一部抜粋して朗読する。
- トーク・ディスカッション

あるテーマについてアリかナシかのジャッジをする
- why?why?BOX☆”

ゲストへのメッセージが箱の中に入っている。

## ゲスト
- #13（2010年6月26日） 小清水亜美
- #18（2010年7月31日） 名塚佳織
- #25（2010年9月18日） 藤村歩
- #33（2010年11月13日） 牧野由依
- #39（2010年12月25日） 沢城みゆき
- #48（2011年2月26日） 下川みくに
- #50（2011年3月12日） 水沢史絵
- #64（2011年6月18日） 巽悠衣子
- #69（2011年7月23日） 茅原実里
- #75（2011年9月3日） 工藤真由
- #81（2011年10月15日） 小見川千明
- #91（2011年12月24日） たかはし智秋
- #93（2012年1月7日） 真堂圭
- #98（2012年2月11日） 沖佳苗
- #102（2012年3月10日） 牧野由依
- #110（2012年5月5日） 小松未可子
- #119（2012年7月7日） 國立幸
- #124（2012年8月11日） 飯塚雅弓
- #145（2013年1月5日） 原田ひとみ
- #168（2013年6月15日） 田中真奈美
- #196（2014年1月4日） 田村睦心

## エピソード
- 2010年11月6日（#32）放送分で、声優グランプリ1月号（2010年12月10日発売）の取材が行われた。
- 2010年12月16日（#37）放送分で、金元の母親が電話で出演した。
- 2011年1月22日（＃43）放送分でゲストの予定だった下川みくにが、体調不良のため急遽出演を見合わせた[2]。
- 2011年1月29日（#44）放送分からauのLISMO WAVEでの放送が開始された。

## 注
1. ↑  番組公式ブログに掲載されている収録風景写真による。
2. ↑  同年2月28日放送分に繰り下げ出演。